# Neurotransmissió

La neurona presinàptica (en groc) allibera neurotransmissors, els quals activen els receptors de la cèl·lula postsinàptica (en verd).

La neurotransmissió també anomenada transmissió sinàptica, és el procés pel qual s'alliberen molècules senyalitzadores, anomenades neurotransmissores per una neurona (la neurona presinàptica), i s'enllacen a un receptor bioquímic activat d'una altra neurona (la neurona postsinàptica). La neurotransmissió normalment té lloc a una sinapsi química, i ocórre quan s'inicia un potencial d'acció en la neurona presinàptica. La transmissió de la informació també pot ser per sinapsi elèctrica.
Els impulsos dels nervis són essencials per la propagació de senyals. Aquests senyals coordinen les secrecions corporals dels músculs llisos, els músculs esquelètics i els músculs cardiacs i també les funcions crítiques dels òrgans per a la supervivència a llarg termini dels organismes vertebrats com els mamífers.
Cada neurona rep de l'ordre de 15.000 connexions d'altres neurones. Les neurones no es toquen les unes amb les altres sinó que tenen punts de contacte anomenats sinapsis.

## Estadis en la neurotransmissió a la sinapsi
1. Síntesi del neurotransmissor.
2. Emmagatzematge del neurotransmissor en grànuls o vesícules en l'axó terminal.
3. Entrades de calci a l'axó terminal causant alliberament del neurotransmissor.
4. Després de l'alliberament, el transmissor s'enllaça a un receptor activat en la membrana. postsinàptica.
5. Desactivació del neurotransmissor.[1]

## Sumació
Cada neurona es connecta amb moltes altres neurones, de les quals rep nombrosos impulsos. La sumació' és afegir junts aquests impulsos a una part de l'axó.

## Cotransmissió
La cotransmissió és l'alliberament de diversos tipus de transmissors des d'un sol nervi terminal amb la qual cosa s'aconsegueix una comunicació entre les neurones més complexa. En neurologia, les neurones sovint es classifiquen pel seu cotransmissor, per exemple les neurones GABAèrgiques utilitzen pèptids opioides o substància P.
Algunes neurones poden alliberar com a mínim dos neurotransmissors a la vegada. Entre els exemples s'inclouen:
- Coalliberament de GABA-glicina.
- Coalliberament de Dopamina-glutamat.
- Coalliberament d'Acetilcolina-glutamat.